# ひょうごの森百選
ひょうごの森百選（ひょうごのもりひゃくせん）は、兵庫県内の次代に伝えていきたい森林をふるさとの森選定委員が公募から選定した143の森や樹木。
兵庫県知事井戸敏三を代表とするひょうご21世紀記念事業推進連絡協議会と、神戸新聞社社長山根秀夫を代表とする郷土振興調査会による「21世紀の兵庫の森づくり記念植樹事業」の一環として、2001年に企画された。

## ひょうごの森百選一覧
※〔 〕内は認定当時の自治体名
1. 春日神社（神前の大クス）（神戸市灘区）
2. 摩耶山（神戸市灘区、北区） - 瀬戸内海国立公園
3. 神戸・再度山大竜寺の森（神戸市中央区） - 森林浴の森100選
4. 六甲山紅葉谷ブナ林（神戸市北区） - 瀬戸内海国立公園
5. 有間神社社寺林（神戸市北区） - 環境緑地保全地域
6. 神戸市立森林植物園（神戸市北区）
7. 転法輪寺の原生林（神戸市垂水区）
8. 太山寺の原生林（神戸市西区）
9. 猪名川自然林（猪名川公園、猪名川風致公園、猪名川緑地など）（尼崎市）
10. 公智の森（公智神社の森）（西宮市）
11. 仁川ピクニックセンター散策路（西宮市）
12. 越木岩神社の社叢林（西宮市）
13. 日野神社の社叢（西宮市）
14. 伊丹緑地（伊丹市）
15. 武庫川渓谷沿いの廃線跡の森（宝塚市・西宮市）
16. 満願寺の森（宝塚市） - 環境緑地保全地域
17. 桜の園　亦楽山荘（宝塚市）
18. 多田神社のムクロジ・オガタマノキ（川西市）
19. 県立一庫公園（川西市）
20. 妙見山山頂周辺の樹林（川西市）
21. 県立有馬富士公園（三田市）
22. 高平ナナマツの森（三田市）
23. 高平観福の森（三田市）
24. 駒宇佐八幡神社のコジイ林（三田市） - 自然環境保全地域
25. 御霊神社社寺林（ツクバネガシ林）（三田市）
26. 大野山（大野アルプスランド）（猪名川町）
27. 杤原めぐみの森（猪名川町）
28. 三草山のクヌギ-ナラガシワ林（猪名川町）
29. 県立明石公園（ラクウショウ・ヤマモモ）（明石市）
30. 金ヶ崎公園（明石市）
31. 浜宮天神社のクロマツ林（加古川市）
32. 見土呂の森（加古川市）
33. 加古川市ふれあいの森（加古川市）
34. 鹿島・扇平自然公園（高砂市）
35. 西脇であいの森（西脇市）
36. 西光寺山（西脇市）
37. 三木ホースランドパークの森（三木市）
38. 古法華自然公園（加西市）
39. 普光寺の森（加西市） - 自然環境保全地域
40. 一乗寺の森（加西市）
41. 清水寺社社寺林（加東市）〔旧・社町〕
42. やしろの森公園（加東市）〔旧・社町〕
43. 五峯山光明寺社寺林（加東市）〔旧・滝野町〕 - 環境緑地保全地域
44. 青玉神社の大スギ（多可町）〔旧・加美町〕
45. 広峰山社寺林（姫路市）
46. 姫路市自然観察の森（アカマツ林）（姫路市）
47. 書写山社寺林（姫路市） - 圓教寺
48. 家島神社社寺林（ウバメガシ林）（姫路市）〔旧・家島町〕
49. 置塩城跡の照葉樹（コジイ林）（姫路市）〔旧・夢前町〕 - 自然環境保全地域
50. 神元神社社寺林（シイ林）（姫路市）〔旧・夢前町〕 - 環境緑地保全地域
51. 二百余神社のシイ-アラカシ林（姫路市）〔旧・夢前町〕 - 環境緑地保全地域
52. 雪彦山（姫路市）〔旧・夢前町〕
53. 笠形神社と笠形山（神河町、市川町、多可町）〔旧神崎町、市川町、八千代町〕
54. 市川どんぐり山（市川町）
55. 七種山（福崎町） - 七種の滝
56. 三濃山（求福教寺社寺林）（相生市）
57. 鶏籠山（たつの市）〔旧・龍野市〕
58. 龍野のカタシボ竹林（たつの市）〔旧・龍野市〕 - 国の天然記念物
59. 赤穂ふれあいの森（赤穂市）
60. 生島樹林（赤穂市） - 瀬戸内海国立公園、国の天然記念物、坂越浦
61. 松尾神社のシリブカガシ社叢林（たつの市）〔旧・新宮町〕
62. 萬勝院周辺の里山（上郡町） - 環境緑地保全地域
63. 鞍居神社のコジイ林（上郡町） - 環境緑地保全地域
64. 大山山太山寺社寺林（上郡町） - 環境緑地保全地域
65. 法雲寺のビャクシン（上郡町）
66. 百樹の森（佐用町）〔旧・上月町〕
67. 三日月の大ムク（佐用町）〔旧・三日月町〕
68. 伊和神社スギ－シラカシ林（宍粟市）〔旧・一宮町〕 - 環境緑地保全地域
69. 東山文化の森（宍粟市）〔旧・波賀町〕
70. 音水渓谷（宍粟市）〔旧・波賀町〕 - 氷ノ山後山那岐山国定公園
71. 赤西渓谷と原不動滝森林公園（宍粟市）〔旧・波賀町〕 - 氷ノ山後山那岐山国定公園、日本の滝100選
72. 絹巻神社の暖地性原生林（豊岡市） - 氷ノ山後山那岐山国定公園
73. 畑上の大トチノキ（豊岡市） - 国の天然記念物
74. 愛宕山みはらしの森（豊岡市）
75. 猫崎半島（鹿島公園）（豊岡市）〔旧・竹野町〕 - 山陰海岸国立公園
76. 荊木山アメニティーロード（豊岡市）〔旧・竹野町〕
77. あすなろの森（豊岡市）〔旧・竹野町〕
78. 三川山（香美町）〔旧・香住町〕 - 山陰海岸国立公園
79. 好野樹の森（香美町）〔旧・香住町〕
80. 神鍋渓谷（豊岡市）〔旧・日高町〕 - 氷ノ山後山那岐山国定公園、神鍋高原
81. 阿瀬渓谷（豊岡市）〔旧・日高町〕 - 氷ノ山後山那岐山国定公園
82. 床尾陽光の森（豊岡市）〔旧・出石町〕
83. 城山公園歴史の森（豊岡市）〔旧・但東町〕
84. おじろの森（小代神社社寺林）（香美町小代区）〔旧・美方町〕
85. 小代渓谷（香美町小代区）〔旧・美方町〕 - 氷ノ山後山那岐山国定公園
86. みかた歴史の杜（香美町小代区）〔旧・美方町〕
87. 氷ノ山（香美町、養父市、宍粟市）〔旧美方町、大屋町、関宮町、波賀町ほか〕 - 氷ノ山後山那岐山国定公園
88. 柤大池公園あけぼのの森（香美町）〔旧・村岡町〕
89. 小城のブナ原生林（香美町）〔旧・村岡町〕 - 国の天然記念物
90. 正法庵の大スダジイ（新温泉町）〔旧・浜坂町〕
91. 居組不動山の暖地性植物群落（新温泉町）〔旧・浜坂町〕 - 山陰海岸国立公園
92. 宇都野神社社叢の暖帯性植物原生林（新温泉町）〔旧・浜坂町〕
93. 上山高原（新温泉町）〔旧・温泉町〕 - 氷ノ山後山那岐山国定公園
94. 椿山どんぐり森（新温泉町）〔旧・温泉町〕
95. 八木城歴史の森（養父市）〔旧・八鹿町〕
96. 建屋のヒダリマキガヤ（養父市）〔旧・養父町〕 - 国の天然記念物
97. おおやぶ歴史の森（養父市）〔旧・養父町〕
98. おおや花霞の森（養父市）〔旧・大屋町〕
99. 樽見の大ザクラ（養父市）〔旧・大屋町〕 - 国の天然記念物
100. 口大屋の大アベマキ（養父市）〔旧・大屋町〕 - 国の天然記念物
101. 袴幡原神社のカシ林（養父市）〔旧・大屋町〕
102. 一宮神社の社叢（養父市）〔旧・大屋町〕
103. 上森神社のシラカシ大木（養父市）〔旧・大屋町〕
104. 魚ヶ滝自然林（アカマツ）（朝来市）〔旧・生野町〕
105. 法道寺渓谷と岩屋観音（朝来市）〔旧・生野町、朝来町〕
106. 黒川と青倉神社社寺林（朝来市）〔旧・生野町、朝来町〕
107. 糸井の大カツラ（朝来市）〔旧・和田山町〕 -  国の天然記念物、糸井渓谷
108. 四季の森（朝来市）〔旧・朝来町〕
109. 丹波篠山渓谷の森公園（丹波篠山市）
110. 弥十郎ヶ岳（丹波篠山市）
111. 西紀遠方せせらぎの森（丹波篠山市）
112. 西紀川坂の森（丹波篠山市）
113. 佐中自然公園（丹波篠山市）
114. 追手神社の千年モミ（丹波篠山市） - 国の天然記念物
115. 上立杭の大アベマキ（丹波篠山市）
116. 柏原八幡山社寺林（丹波市）〔旧・柏原町〕 - 環境緑地保全地域
117. 高見城山と丹波悠遊の森（丹波市）〔旧・柏原町〕
118. 丹波の森公苑（丹波市）〔旧・柏原町〕
119. 芸術といにしえの森（丹波市）〔旧・柏原町〕
120. やすら樹・ときめ樹（丹波市）〔旧・氷上町〕 - 森林利用事業
121. 青垣の杜（高源寺を含む）（丹波市）〔旧・青垣町〕
122. 青垣いきものふれあいの森（丹波市）〔旧・青垣町〕
123. 兵主神社社寺林（丹波市）〔旧・春日町〕 - 環境緑地保全地域
124. 山南ひびきの森（丹波市）〔旧・山南町〕
125. 妙高山（丹波市）〔旧・市島町〕
126. 三熊山（洲本市） - 瀬戸内海国立公園
127. みやたき市民の森（洲本市） - 自然環境保全林整備事業
128. 柏原山森林公園（洲本市）
129. 鮎屋の森（洲本市） - 環境緑地保全地域
130. 先山千光寺のスダジイ林（洲本市） - 瀬戸内海国立公園
131. 成ヶ島のハマボウ・ウバメガシ（洲本市）
132. 常隆寺のスダジイ-アカガシ群落（淡路市）〔旧・北淡町〕 - 瀬戸内海国立公園
133. 伊弉諾神社の夫婦クス（淡路市）〔旧・一宮町〕 - 自然環境保全地域
134. 白巣お城の森（洲本市）〔旧・五色町〕
135. サンライズ淡路森林公園（南あわじ市）〔旧・緑町〕
136. 慶野松原（南あわじ市）〔旧・西淡町〕 - 瀬戸内海国立公園
137. しおなりの郷（南あわじ市）〔旧・西淡町〕
138. 成相寺（南あわじ市）〔旧・三原町〕 - 自然環境保全地域
139. 沼島八幡神社のスダジイ-タブ林（南淡町）〔旧・南淡町〕 - 瀬戸内海国立公園、自然環境保全地域
140. 諭鶴羽山のアカガシ群落（南あわじ市）〔旧・南淡町〕 -  瀬戸内海国立公園
141. 淳仁天皇陵（南あわじ市）〔旧・南淡町〕
142. うずしおの郷（南あわじ市）〔旧・南淡町〕
143. 煙島（南あわじ市）〔旧・南淡町〕 - 瀬戸内海国立公園